# TOPO (San Sebastián)
TOPO, tradicional y popularmente conocido como el Topo, es un sistema híbrido entre ferrocarril metropolitano (metro) y tren suburbano que da servicio a la ciudad española de San Sebastián (Guipúzcoa), a otras localidades cercanas de su provincia, así como a la ciudad francesa de Hendaya (Pirineos Atlánticos). Es explotado por la empresa pública vasca Euskotren a través de su división Euskotren Trena.
Engloba la totalidad de dos líneas, E2 y E5, y el tramo de la línea E1 coincidente con la E2. En conjunto recorren un total de casi 30 kilómetros en un recorrido mixto entre superficie y subterráneo. En el futuro está prevista la unión de las líneas E2 y E5 en una sola al crear la variante ferroviaria de Pasajes, cuya frecuencia de paso se complementará con la de la línea E1 (procedente de Bilbao o Zumaya), que verá extendido su recorrido al haberse eliminado para entonces la configuración de fondo de saco de la estación de Amara.
Construido inicialmente como un ferrocarril entre San Sebastián (Guipúzcoa) y Hendaya (Pirineos Atlánticos), la línea pasó a manos de la operadora Euskotren en 1982, que la modernizó y rápidamente la transformó en un tren de cercanías. A partir del año 2012, la línea fue catalogada como ferrocarril metropolitano, lo que permitió que se expandiese aún con mayor velocidad y que se creasen proyectos más ambiciosos.
Desde su apertura, la línea ha sido conocida por sus usuarios como Topo en referencia a que, pese a ser un ferrocarril en superficie, la complicada orografía de la costa vasca hizo que gran parte del recorrido hubiera de realizarse mediante túneles, asimilándose a un topo. La denominación oficial actual, en mayúsculas, busca realizar un juego de palabras de doble sentido con el euskera, lengua en la cual la voz topo es un sustantivo común que significa «encuentro, coincidencia, confluencia». El proyecto fue conocido durante varios años como Metro Donostialdea desde su confirmación como futuro metro para la ciudad y su área metropolitana.

## Historia

### Cronología
- 22 de octubre de 1890: la Compañía del Ferrocarril de Elgóibar a San Sebastián obtiene la concesión para la construcción de un ferrocarril entre San Sebastián e Irún.
- 1 de julio de 1906: se crea la empresa Ferrocarriles Vascongados de la fusión de la Compañía del Ferrocarril de Elgóibar a San Sebastián y otras dos más.
- 5 de octubre de 1907: Constructora de Obras Públicas y Fomento Industrial SA recupera la concesión para la construcción de un ferrocarril entre San Sebastián e Irún.
- 8 de junio de 1910: Constructora de Obras Públicas y Fomento Industrial SA se integra en la Compañía del Ferrocarril de San Sebastián a la Frontera Francesa.[3]
- 5 de diciembre de 1912: la Compañía del Ferrocarril de San Sebastián a la Frontera Francesa inaugura el nuevo ferrocarril entre las estaciones de Amara e Irun Colon.[4]
- 13 de julio de 1913: la Compañía del Ferrocarril de San Sebastián a la Frontera Francesa amplía el ferrocarril entre las estaciones de Irún y Hendaya.[3]
- 24 de octubre de 1923: la Compañía del Ferrocarril de San Sebastián a la Frontera Francesa se fusiona en la Sociedad Explotadora de Ferrocarriles y Tranvías.[3]
- 24 de mayo de 1982: se crea la sociedad pública Eusko Trenbideak - Ferrocarriles Vascos, S.A y se fusiona en ella la Sociedad Explotadora de Ferrocarriles y Tranvías.[5]
- 1 de febrero de 1993: se inaugura la estación de Anoeta entre las de Amara e Inchaurrondo.[6]
- 9 de octubre de 1998: se inaugura la estación de Lasarte en un nuevo ramal entre las estaciones de Usúrbil y Recalde.[7]
- 10 de marzo de 2005: se inaugura la estación de Lugaritz entre las de Recalde y Amara.[6]
- 5 de marzo de 2011: se inauguran las estaciones de Fandería y Oyarzun entre las de Rentería y Gaintxurizketa.[8]
- 10 de abril de 2012: se inaugura la estación de Añorga entre las de Lugaritz y Recalde.[9]
- 4 de octubre de 2012: se inauguran las estaciones de Inchaurrondo y Herrera entre las de Loyola y Pasajes, se desdobla la vía entre Loyola y Herrera y se comienza a llamar "metro" a la línea.[1]
- 12 de septiembre de 2016: se inaugura la estación de Alza en un nuevo ramal entre las estaciones de Herrera y Pasajes.[10]
- 5 de marzo de 2017: se inaugura la nueva y remodelada estación de Loyola entre las de Amara y Anoeta.[11][12]
- Octubre de 2017: comienza la perforación del túnel entre las estaciones de Lugaritz y Amara y la construcción de las estaciones de Bentaberri y Kontxa.[13]
- Febrero de 2022: comienzan las obras de construcción de la variante soterrada entre las estaciones de Altza y Galtzaraborda.[14]
- Junio de 2022: se inaugura la remodelación de la estación de Hendaya, que incluye la ampliación del vestíbulo y el desdoblamiento de la vía en la misma.[15]
- Julio de 2023: comienzan las obras para la ampliación del vestíbulo de la estación de Anoeta.[16]

### Ferrocarril de San Sebastián a la frontera francesa
La concesión de una línea ferroviaria entre San Sebastián y Hendaya fue otorgada por primera vez a la Compañía del Ferrocarril de Elgoibar a San Sebastián el 22 de octubre de 1890. Cuando dicha empresa fue fusionada en Ferrocarriles Vascongados, la concesión pasó a ésta. Aunque se sopesó la posibilidad de instalar un tercer raíl en la línea existente de Norte (la de Madrid-Hendaya), finalmente se optó por una línea nueva. La concesión fue transferida a la S.A. Constructora de Obras Públicas y Fomento Industrial el 5 de octubre de 1907. Finalmente, el 8 de junio de 1910, la S.A. Constructora de Obras Públicas y Fomento Industrial quedó integrada en la Compañía del Ferrocarril de San Sebastián a la Frontera Francesa (participada por Vascongados).
La nueva concesionaria prosiguió las obras iniciadas por su antecesora. Se construyeron las siguientes estaciones y apeaderos: Loiola, Herrera (mercancías), Pasaia, Errenteria, Oiartzun, Gaintxurizketa, Irún (mercancías), Irún (local), Irún (empalme con Norte), Irún (internacional) y Hendaya. La línea quedó inaugurada hasta Irún el 5 de diciembre de 1912 y hasta Hendaya el 13 de julio de 1913.
La nueva línea, de ancho métrico y electrificada desde el inicio a 600 V cc, contaba con una gran cantidad de túneles que le valieron el apelativo popular de Topo debido a los numerosos túneles por los que atraviesa el trazado. En efecto, en poco más de veinte kilómetros de recorrido, atraviesa catorce túneles que suman 5,672 km. A causa del elevado coste de las obras y a la competencia con la línea 100 de Adif de Madrid—Chamartín a Irún y Hendaya, la situación económica de la compañía nunca fue favorable, lo que unido a la Primera Guerra Mundial (en la que participó Francia) propició que el 24 de octubre de 1923 se fusionara con la Compañía Anónima del Ferrocarril de San Sebastián a Hernani para formar la Sociedad Explotadora de Ferrocarriles y Tranvías. En enero de 1973 pasó a estar controlada por FEVE

### 'Metrización' del Topo
En 1982 el Gobierno Vasco crea la sociedad Euskotren para la explotación de servicios de ferrocarril. Durante los 80 y 90, se realizan una serie de actuaciones para transformar el viejo ferrocarril Bilbao-San Sebastián-frontera francesa en un servicio de metro, incluyendo el desdoblamiento y rectificación del trazado, la creación de nuevas variantes soterradas y la construcción de nuevas estaciones en Anoeta, Lasarte-Oria, Lugaritz, Fanderia, Oiartzun y Añorga.

### Metro Donostialdea
La línea empezó a denominarse «metro» el 4 de octubre de 2012, cuando se abrieron las nuevas estaciones de Intxaurrondo y Herrera, y se desdobló y remodeló la vía entre Loiola y Herrera, pudiendo así mejorar la frecuencia de los servicios.
El 12 de septiembre de 2016 se inauguró la estación de Altza como fin de trayecto provisional, la cual formará parte de la línea general del Topo cuando se desdoble y soterre el tramo entre esta estación y la de Galtzaraborda.
Por otro lado, el 5 de marzo de 2017 se abrió al público la estación de Loiola.
Salvo en un breve periodo comprendido entre los años 2012 y 2013, ningún operador ferroviario de la ciudad ha comercializado como metro alguno de sus servicios, si bien muchas de las actuaciones realizadas en el veterano Ferrocarril de San Sebastián a la Frontera Francesa —popularmente conocido como «el Topo»— desde los años 1980 (soterramientos y rectificación de trazado), y sobre todo desde los noventa (reforma de estaciones, creación de nuevas y aumento de frecuencias), han ido encaminadas a su adecuación para conseguir un servicio de tales características, o uno similar, sirviendo este como embrión de una red más sofisticada. No obstante, la idea de implementar un metro plenamente funcional para la capital guipuzcoana y su comarca requiere de construir nuevos trazados subterráneos, para así enlazar con la red existente en distintas zonas céntricas de la ciudad (como La Concha o El Antiguo), hoy en día sin servicio. Dichas iniciativas han sido contestadas y rechazadas por distintas fuerzas y agrupaciones, políticas o vecinales, que suelen presentar argumentos ecologistas o demográficos para justificar la inconveniencia del proyecto.
Pese a la falta de consenso, las instituciones públicas han ido postulándose progresivamente a favor del ferrocarril metropolitano y han dado pasos firmes hacia su desarrollo en los últimos años. En 2009, el Gobierno Vasco presentó la mencionada Metro Donostialdea: la primera actuación oficial orientada al establecimiento definitivo del metro en la zona. Bajo ella se implementaron mayores frecuencias, una nueva identidad corporativa diferenciada y se abrieron las nuevas estaciones de Herrera e Intxaurrondo, en una primera fase culminada en 2012. El proyecto quedó paralizado al año siguiente y fue reactivado en 2017, cuando comenzaron las obras de la variante subterránea entre las estaciones de Lugaritz y Amara. Estos trabajos, en el marco del actual proyecto TOPO, acercarán la línea al Centro y eliminarán la configuración de fondo de saco en Amara. Las obras siguen en curso hoy en día.

## Red actual
La red se compone de las siguientes líneas:
| Línea | Recorrido              | Inauguración | Longitud | Frecuencia | Estaciones |
| ----- | ---------------------- | ------------ | -------- | ---------- | ---------- |
|       | Amara ↔ Errekalde      | 1901         | ?        | 30-60'     | 4          |
|       | Hendaya ↔ Lasarte-Oria | 1912         | 29,8 km  | 15-30'     | 21         |
|       | Altza ↔ Amara          | 2016         | 6,5 km   | 15-30'     | 6          |

### Estaciones
|   |   |   | Estación       | Correspondencia                                                   | Correspondencia |
| - | - | - | -------------- | ----------------------------------------------------------------- | --------------- |
|   | • |   | Hendaya        | SNCF 4 15                                                         |                 |
|   | • |   | Irun Ficoba    | 15                                                                |                 |
|   | • |   | Irun Colon     | SNCF L1 L2 L4 G1 G2 E24 E25 E26 E27 E28 E29 E77 E78               |                 |
|   | • |   | Belaskoenea    | L2 G2                                                             |                 |
|   | • |   | Bentak         | L2 G2 E22 E24 E26 E27 E28 E29 E77                                 |                 |
|   | • |   | Gaintxurizketa | E20 E26 E27 E77                                                   |                 |
|   | • |   | Oiartzun       | U22 Xorrola E02 E04 E72                                           |                 |
|   | • |   | Fanderia       | U7 U22 G2                                                         |                 |
|   | • |   | Errenteria     |                                                                   |                 |
|   | • |   | Galtzaraborda  | U5 U7 U33 G2                                                      |                 |
|   | • |   | Pasaia         | 38 E01 E02 E05 E06 E07 E20 E26 E27 E71 E72 E75 E77                |                 |
|   |   | • | Altza          | 13 24 27 31 38 B6 B10 E06                                         |                 |
|   | • | • | Herrera        | 13 24 27 31 38 B6 B10 E01 E02 E05 E07 E20 E26 E27 E71 E72 E75 E77 |                 |
|   | • | • | Intxaurrondo   | 9 24 29 33 B3                                                     |                 |
|   | • | • | Loiola         | 24 26 27 31 41 B4 BU12 BU40G                                      |                 |
|   | • | • | Anoeta         | 17 21 24 26 28 31 37 43 B4 B9 BU12 E03 E07 E08 BU40G              |                 |
| • | • | • | Amara          | 17 21 23 24 26 28 32 36 37 46 B4                                  |                 |
| • | • |   | Lugaritz       | 24 27 43 45 B8                                                    |                 |
| • | • |   | Añorga         |                                                                   |                 |
| • | • |   | Errekalde      | 25 B1 BU02 BU03 BU04 BU07 BU10 UK09 BU41G BU47G UK49G             |                 |
|   | • |   | Lasarte-Oria   | Manttangorri BU02 BU03 BU04 BU07 BU10 BU41G BU47G                 |                 |

| _ | uCONTg |  |

| _ | uSTR |  |

| uKBHFa | uSPLa |  |

| uhSKRZ-G2a | uvSTR |  |

| uhSKRZ-G2e | uvSTR |  |

| uKRWl | uvABZg+r-STR |  |

| uvÜSTl |

| utvSTRa |

| RACONTgq | utvSKRZ-A | RACONTfq |

| RACONTgq | utvSKRZ-A | RACONTfq |

| RP4+r | utvSTRe |  |

| RP4O-e | uvBHF |  |

| RP4yRP2 | utvSTRa |  |

| RAl | utvSKRZ-A | RA+r |

| _ | utvSTRe | RA |

| RACONTgq | uvSKRZ-Ao | RAr |

| uENDEa | uvÜSTr |  |

| uKRWg+l | uvABZgr-STR | RP1+l |

| uSTR | uvBHF | RP1 |

| uKRWl | uvABZg+r-STR | RP1l |

| uvÜST |

| RACONTgq | uvSKRZ-Au | RACONTfq |

| RP4+r | utvSTRa |  |

| RP4l | utvBHF | RP4+r |

|  | uextvSTR | RP4l |

| RP2+r | uextvSTR |  |

| RP2 | uextvBHF |  |

| RP2rf | uextvSTR | RP2+l |

| WDOCKSsl | uextvBHF | RP2 |

| WFILL | uextvSTR | RP2 |

| WDOCKSs+l | utvSTRe | RP2 |

| uvENDEa | uvSTR | RP2l |

| uvBHF-L | uvBHF-M | uvKBHFa-R |

| uvSTRl | uvABZg+r | uvSTR |

| _ | uvABZg+l | uvSTRr |

| uvÜSTl |

| uvTUNNEL1 |

| RACONTgq | uvSKRZ-Au | RACONTfq |

| RP4+r | utvSTRa |  |

| RP4O-e | utvBHF |  |

| RP4rf | utvSTRe |  |

| RACONTgq | uvSKRZ-Ao | RACONTfq |

| vCONTg | uvSTR | _ |

| evBHF-L | uevBHF-R |  |

| vSTRl | umvKRZv | vSTR+r |

| _ | uvSTR | vCONTf |

| uvTUNNEL1 |

| RP2+r | uhvSTR | RP2+l |

| RP2 | uhvBHF | RP2 |

| RP2rf | uhvSTR | RP2l |

| WASSERq | uvWBRÜCKE1 | WASSERq |

| _ | uvSTR-ABZgl | uSTR+r |

| _ | uvSTR | utSTRa@f |

| _ | utvSTRa@g | utSTR |

|  | utvBHF | utSTR |

| vCONTg | utvSTR | utSTR |

| vSTR + MHUB | utvBHF + MHUB | utSTR |

| vBHF + MHUB | utvÜSTl | utSTR |

| vSTR | utvSTR-ABZgl | utABZg+r |

| vSTR | utvSTR | utSTRe |

| vSTR | utvKBHFxe | uSTR |

| vSTR | uextvSTR | uTUNNEL2 |

| vSTR | uextvSTR | uTUNNEL2 |

| vSTR | uextvSTR | ueHST |

| vSTR | uextvSTR | uTUNNEL2 |

| vSTR | uextvSTR | uTUNNEL2 |

| vSTR + MHUB | uextvSTR + MHUB | uhBHF + MHUB |

| vBHF + MHUB | uextvSTR | uhSTR |

| vWBRÜCKE1 + MHUB | uextvKRZW + MHUB | uhKRZWe |

| vSTR | uextvBHF + MHUB | uSTR |

| vSKRZ-Au | uextvSKRZ-A | uSKRZ-Ao |

| vSTR | uextvSTR | uTUNNEL2 |

| vSTR | uextvSTR | uBHF |

| vSTR | uextvBHF | uSTR |

| vSTR | uextvSTR | uSKRZ-G2o |

| vSTR | uextvSTR | uSKRZ-G2o |

| vSTR | uextvSTR | uSKRZ-G2o |

| vSTR | uextvSTRe@f | uBUE |

| vSTR | uvSTR-ABZg+l | uSTRr |

| vSTR | uvBHF | _ |

| vBHF | uevSTR |  |

| vSTR | uevTUNNEL2 |  |

| vSTR | uvBHF | _ |

| vWBRÜCKE1 | uvWBRÜCKE1 | WASSERq |

| vSKRZ-G2o | uvSKRZ-G2o | RP2q |

| vSTR | uvBHF | _ |

| vSTR | uevTUNNEL2 | _ |

| vSTR | uevTUNNEL2 | _ |

| vSKRZ-Ao | uevSKRZ-Ao | RA+r |

| vSTR | uvBHF | RA |

| tvSTRa | uetvSTRa@g | RA |

| tvSKRZ-A | utvSKRZ-A | RAr |

| tvSTRe | uetvSTRe@f |  |

| vSTR | uvSTR-ABZgl | uSPLa+r |

| vSTR | uvSTR | uvENDEe |

| vTUNNEL1 | uvTUNNEL1 | REPAIR |

| vSKRZ-Au | uvSKRZ-Au | RAq |

| vSTR + MHUB | uvBHF + MHUB | _ |

| vBHF + MHUB | uevSTR |  |

| vSKRZ-G2u | uevSKRZ-G2u |  |

| vSTR | uvexSTR-BHF |  |

| vTUNNEL2 | uevTUNNEL2 |  |

| vSKRZ-G2u | uevSKRZ-G2u |  |

| vSTR + MHUB | uvBHF + MHUB |  |

| vBHF + MHUB | uevSTR |  |

| tvSTRa@g | uetvSTRa@g |  |

| tvSKRZ-A | utvSKRZ-A |  |

| tvSTRe@f | uetvSTRe@f |  |

| vSTR | uvexSTR-BHF |  |

| vWBRÜCKE1 | uevWBRÜCKE1 |  |

| vSTR | uvexBUE-BUE |  |

| vSTR + MHUB | uvBHF + MHUB |  |

| vBHF + MHUB | uvENDEe |  |

| vCONTf | _ |  |

| _ | uCONTg |  |

| _ | uSTR |  |

| uKBHFa | uSPLa |  |

| uhSKRZ-G2a | uvSTR |  |

| uhSKRZ-G2e | uvSTR |  |

| uKRWl | uvABZg+r-STR |  |

| uvÜSTl |

| utvSTRa |

| RACONTgq | utvSKRZ-A | RACONTfq |

| RACONTgq | utvSKRZ-A | RACONTfq |

| RP4+r | utvSTRe |  |

| RP4O-e | uvBHF |  |

| RP4yRP2 | utvSTRa |  |

| RAl | utvSKRZ-A | RA+r |

| _ | utvSTRe | RA |

| RACONTgq | uvSKRZ-Ao | RAr |

| uENDEa | uvÜSTr |  |

| uKRWg+l | uvABZgr-STR | RP1+l |

| uSTR | uvBHF | RP1 |

| uKRWl | uvABZg+r-STR | RP1l |

| uvÜST |

| RACONTgq | uvSKRZ-Au | RACONTfq |

| RP4+r | utvSTRa |  |

| RP4l | utvBHF | RP4+r |

|  | uextvSTR | RP4l |

| RP2+r | uextvSTR |  |

| RP2 | uextvBHF |  |

| RP2rf | uextvSTR | RP2+l |

| WDOCKSsl | uextvBHF | RP2 |

| WFILL | uextvSTR | RP2 |

| WDOCKSs+l | utvSTRe | RP2 |

| uvENDEa | uvSTR | RP2l |

| uvBHF-L | uvBHF-M | uvKBHFa-R |

| uvSTRl | uvABZg+r | uvSTR |

| _ | uvABZg+l | uvSTRr |

| uvÜSTl |

| uvTUNNEL1 |

| RACONTgq | uvSKRZ-Au | RACONTfq |

| RP4+r | utvSTRa |  |

| RP4O-e | utvBHF |  |

| RP4rf | utvSTRe |  |

| RACONTgq | uvSKRZ-Ao | RACONTfq |

| vCONTg | uvSTR | _ |

| evBHF-L | uevBHF-R |  |

| vSTRl | umvKRZv | vSTR+r |

| _ | uvSTR | vCONTf |

| uvTUNNEL1 |

| RP2+r | uhvSTR | RP2+l |

| RP2 | uhvBHF | RP2 |

| RP2rf | uhvSTR | RP2l |

| WASSERq | uvWBRÜCKE1 | WASSERq |

| _ | uvSTR-ABZgl | uSTR+r |

| _ | uvSTR | utSTRa@f |

| _ | utvSTRa@g | utSTR |

|  | utvBHF | utSTR |

| vCONTg | utvSTR | utSTR |

| vSTR + MHUB | utvBHF + MHUB | utSTR |

| vBHF + MHUB | utvÜSTl | utSTR |

| vSTR | utvSTR-ABZgl | utABZg+r |

| vSTR | utvSTR | utSTRe |

| vSTR | utvKBHFxe | uSTR |

| vSTR | uextvSTR | uTUNNEL2 |

| vSTR | uextvSTR | uTUNNEL2 |

| vSTR | uextvSTR | ueHST |

| vSTR | uextvSTR | uTUNNEL2 |

| vSTR | uextvSTR | uTUNNEL2 |

| vSTR + MHUB | uextvSTR + MHUB | uhBHF + MHUB |

| vBHF + MHUB | uextvSTR | uhSTR |

| vWBRÜCKE1 + MHUB | uextvKRZW + MHUB | uhKRZWe |

| vSTR | uextvBHF + MHUB | uSTR |

| vSKRZ-Au | uextvSKRZ-A | uSKRZ-Ao |

| vSTR | uextvSTR | uTUNNEL2 |

| vSTR | uextvSTR | uBHF |

| vSTR | uextvBHF | uSTR |

| vSTR | uextvSTR | uSKRZ-G2o |

| vSTR | uextvSTR | uSKRZ-G2o |

| vSTR | uextvSTR | uSKRZ-G2o |

| vSTR | uextvSTRe@f | uBUE |

| vSTR | uvSTR-ABZg+l | uSTRr |

| vSTR | uvBHF | _ |

| vBHF | uevSTR |  |

| vSTR | uevTUNNEL2 |  |

| vSTR | uvBHF | _ |

| vWBRÜCKE1 | uvWBRÜCKE1 | WASSERq |

| vSKRZ-G2o | uvSKRZ-G2o | RP2q |

| vSTR | uvBHF | _ |

| vSTR | uevTUNNEL2 | _ |

| vSTR | uevTUNNEL2 | _ |

| vSKRZ-Ao | uevSKRZ-Ao | RA+r |

| vSTR | uvBHF | RA |

| tvSTRa | uetvSTRa@g | RA |

| tvSKRZ-A | utvSKRZ-A | RAr |

| tvSTRe | uetvSTRe@f |  |

| vSTR | uvSTR-ABZgl | uSPLa+r |

| vSTR | uvSTR | uvENDEe |

| vTUNNEL1 | uvTUNNEL1 | REPAIR |

| vSKRZ-Au | uvSKRZ-Au | RAq |

| vSTR + MHUB | uvBHF + MHUB | _ |

| vBHF + MHUB | uevSTR |  |

| vSKRZ-G2u | uevSKRZ-G2u |  |

| vSTR | uvexSTR-BHF |  |

| vTUNNEL2 | uevTUNNEL2 |  |

| vSKRZ-G2u | uevSKRZ-G2u |  |

| vSTR + MHUB | uvBHF + MHUB |  |

| vBHF + MHUB | uevSTR |  |

| tvSTRa@g | uetvSTRa@g |  |

| tvSKRZ-A | utvSKRZ-A |  |

| tvSTRe@f | uetvSTRe@f |  |

| vSTR | uvexSTR-BHF |  |

| vWBRÜCKE1 | uevWBRÜCKE1 |  |

| vSTR | uvexBUE-BUE |  |

| vSTR + MHUB | uvBHF + MHUB |  |

| vBHF + MHUB | uvENDEe |  |

| vCONTf | _ |  |

| _ | uCONTg |  |

| _ | uSTR |  |

| uKBHFa | uSPLa |  |

| uhSKRZ-G2a | uvSTR |  |

| uhSKRZ-G2e | uvSTR |  |

| uKRWl | uvABZg+r-STR |  |

| uvÜSTl |

| utvSTRa |

| RACONTgq | utvSKRZ-A | RACONTfq |

| RACONTgq | utvSKRZ-A | RACONTfq |

| RP4+r | utvSTRe |  |

| RP4O-e | uvBHF |  |

| RP4yRP2 | utvSTRa |  |

| RAl | utvSKRZ-A | RA+r |

| _ | utvSTRe | RA |

| RACONTgq | uvSKRZ-Ao | RAr |

| uENDEa | uvÜSTr |  |

| uKRWg+l | uvABZgr-STR | RP1+l |

| uSTR | uvBHF | RP1 |

| uKRWl | uvABZg+r-STR | RP1l |

| uvÜST |

| RACONTgq | uvSKRZ-Au | RACONTfq |

| RP4+r | utvSTRa |  |

| RP4l | utvBHF | RP4+r |

|  | uextvSTR | RP4l |

| RP2+r | uextvSTR |  |

| RP2 | uextvBHF |  |

| RP2rf | uextvSTR | RP2+l |

| WDOCKSsl | uextvBHF | RP2 |

| WFILL | uextvSTR | RP2 |

| WDOCKSs+l | utvSTRe | RP2 |

| uvENDEa | uvSTR | RP2l |

| uvBHF-L | uvBHF-M | uvKBHFa-R |

| uvSTRl | uvABZg+r | uvSTR |

| _ | uvABZg+l | uvSTRr |

| uvÜSTl |

| uvTUNNEL1 |

| RACONTgq | uvSKRZ-Au | RACONTfq |

| RP4+r | utvSTRa |  |

| RP4O-e | utvBHF |  |

| RP4rf | utvSTRe |  |

| RACONTgq | uvSKRZ-Ao | RACONTfq |

| vCONTg | uvSTR | _ |

| evBHF-L | uevBHF-R |  |

| vSTRl | umvKRZv | vSTR+r |

| _ | uvSTR | vCONTf |

| uvTUNNEL1 |

| RP2+r | uhvSTR | RP2+l |

| RP2 | uhvBHF | RP2 |

| RP2rf | uhvSTR | RP2l |

| WASSERq | uvWBRÜCKE1 | WASSERq |

| _ | uvSTR-ABZgl | uSTR+r |

| _ | uvSTR | utSTRa@f |

| _ | utvSTRa@g | utSTR |

|  | utvBHF | utSTR |

| vCONTg | utvSTR | utSTR |

| vSTR + MHUB | utvBHF + MHUB | utSTR |

| vBHF + MHUB | utvÜSTl | utSTR |

| vSTR | utvSTR-ABZgl | utABZg+r |

| vSTR | utvSTR | utSTRe |

| vSTR | utvKBHFxe | uSTR |

| vSTR | uextvSTR | uTUNNEL2 |

| vSTR | uextvSTR | uTUNNEL2 |

| vSTR | uextvSTR | ueHST |

| vSTR | uextvSTR | uTUNNEL2 |

| vSTR | uextvSTR | uTUNNEL2 |

| vSTR + MHUB | uextvSTR + MHUB | uhBHF + MHUB |

| vBHF + MHUB | uextvSTR | uhSTR |

| vWBRÜCKE1 + MHUB | uextvKRZW + MHUB | uhKRZWe |

| vSTR | uextvBHF + MHUB | uSTR |

| vSKRZ-Au | uextvSKRZ-A | uSKRZ-Ao |

| vSTR | uextvSTR | uTUNNEL2 |

| vSTR | uextvSTR | uBHF |

| vSTR | uextvBHF | uSTR |

| vSTR | uextvSTR | uSKRZ-G2o |

| vSTR | uextvSTR | uSKRZ-G2o |

| vSTR | uextvSTR | uSKRZ-G2o |

| vSTR | uextvSTRe@f | uBUE |

| vSTR | uvSTR-ABZg+l | uSTRr |

| vSTR | uvBHF | _ |

| vBHF | uevSTR |  |

| vSTR | uevTUNNEL2 |  |

| vSTR | uvBHF | _ |

| vWBRÜCKE1 | uvWBRÜCKE1 | WASSERq |

| vSKRZ-G2o | uvSKRZ-G2o | RP2q |

| vSTR | uvBHF | _ |

| vSTR | uevTUNNEL2 | _ |

| vSTR | uevTUNNEL2 | _ |

| vSKRZ-Ao | uevSKRZ-Ao | RA+r |

| vSTR | uvBHF | RA |

| tvSTRa | uetvSTRa@g | RA |

| tvSKRZ-A | utvSKRZ-A | RAr |

| tvSTRe | uetvSTRe@f |  |

| vSTR | uvSTR-ABZgl | uSPLa+r |

| vSTR | uvSTR | uvENDEe |

| vTUNNEL1 | uvTUNNEL1 | REPAIR |

| vSKRZ-Au | uvSKRZ-Au | RAq |

| vSTR + MHUB | uvBHF + MHUB | _ |

| vBHF + MHUB | uevSTR |  |

| vSKRZ-G2u | uevSKRZ-G2u |  |

| vSTR | uvexSTR-BHF |  |

| vTUNNEL2 | uevTUNNEL2 |  |

| vSKRZ-G2u | uevSKRZ-G2u |  |

| vSTR + MHUB | uvBHF + MHUB |  |

| vBHF + MHUB | uevSTR |  |

| tvSTRa@g | uetvSTRa@g |  |

| tvSKRZ-A | utvSKRZ-A |  |

| tvSTRe@f | uetvSTRe@f |  |

| vSTR | uvexSTR-BHF |  |

| vWBRÜCKE1 | uevWBRÜCKE1 |  |

| vSTR | uvexBUE-BUE |  |

| vSTR + MHUB | uvBHF + MHUB |  |

| vBHF + MHUB | uvENDEe |  |

| vCONTf | _ |  |

| _ | uCONTg |  |

| _ | uSTR |  |

| uKBHFa | uSPLa |  |

| uhSKRZ-G2a | uvSTR |  |

| uhSKRZ-G2e | uvSTR |  |

| uKRWl | uvABZg+r-STR |  |

| uvÜSTl |

| utvSTRa |

| RACONTgq | utvSKRZ-A | RACONTfq |

| RACONTgq | utvSKRZ-A | RACONTfq |

| RP4+r | utvSTRe |  |

| RP4O-e | uvBHF |  |

| RP4yRP2 | utvSTRa |  |

| RAl | utvSKRZ-A | RA+r |

| _ | utvSTRe | RA |

| RACONTgq | uvSKRZ-Ao | RAr |

| uENDEa | uvÜSTr |  |

| uKRWg+l | uvABZgr-STR | RP1+l |

| uSTR | uvBHF | RP1 |

| uKRWl | uvABZg+r-STR | RP1l |

| uvÜST |

| RACONTgq | uvSKRZ-Au | RACONTfq |

| RP4+r | utvSTRa |  |

| RP4l | utvBHF | RP4+r |

|  | uextvSTR | RP4l |

| RP2+r | uextvSTR |  |

| RP2 | uextvBHF |  |

| RP2rf | uextvSTR | RP2+l |

| WDOCKSsl | uextvBHF | RP2 |

| WFILL | uextvSTR | RP2 |

| WDOCKSs+l | utvSTRe | RP2 |

| uvENDEa | uvSTR | RP2l |

| uvBHF-L | uvBHF-M | uvKBHFa-R |

| uvSTRl | uvABZg+r | uvSTR |

| _ | uvABZg+l | uvSTRr |

| uvÜSTl |

| uvTUNNEL1 |

| RACONTgq | uvSKRZ-Au | RACONTfq |

| RP4+r | utvSTRa |  |

| RP4O-e | utvBHF |  |

| RP4rf | utvSTRe |  |

| RACONTgq | uvSKRZ-Ao | RACONTfq |

| vCONTg | uvSTR | _ |

| evBHF-L | uevBHF-R |  |

| vSTRl | umvKRZv | vSTR+r |

| _ | uvSTR | vCONTf |

| uvTUNNEL1 |

| RP2+r | uhvSTR | RP2+l |

| RP2 | uhvBHF | RP2 |

| RP2rf | uhvSTR | RP2l |

| WASSERq | uvWBRÜCKE1 | WASSERq |

| _ | uvSTR-ABZgl | uSTR+r |

| _ | uvSTR | utSTRa@f |

| _ | utvSTRa@g | utSTR |

|  | utvBHF | utSTR |

| vCONTg | utvSTR | utSTR |

| vSTR + MHUB | utvBHF + MHUB | utSTR |

| vBHF + MHUB | utvÜSTl | utSTR |

| vSTR | utvSTR-ABZgl | utABZg+r |

| vSTR | utvSTR | utSTRe |

| vSTR | utvKBHFxe | uSTR |

| vSTR | uextvSTR | uTUNNEL2 |

| vSTR | uextvSTR | uTUNNEL2 |

| vSTR | uextvSTR | ueHST |

| vSTR | uextvSTR | uTUNNEL2 |

| vSTR | uextvSTR | uTUNNEL2 |

| vSTR + MHUB | uextvSTR + MHUB | uhBHF + MHUB |

| vBHF + MHUB | uextvSTR | uhSTR |

| vWBRÜCKE1 + MHUB | uextvKRZW + MHUB | uhKRZWe |

| vSTR | uextvBHF + MHUB | uSTR |

| vSKRZ-Au | uextvSKRZ-A | uSKRZ-Ao |

| vSTR | uextvSTR | uTUNNEL2 |

| vSTR | uextvSTR | uBHF |

| vSTR | uextvBHF | uSTR |

| vSTR | uextvSTR | uSKRZ-G2o |

| vSTR | uextvSTR | uSKRZ-G2o |

| vSTR | uextvSTR | uSKRZ-G2o |

| vSTR | uextvSTRe@f | uBUE |

| vSTR | uvSTR-ABZg+l | uSTRr |

| vSTR | uvBHF | _ |

| vBHF | uevSTR |  |

| vSTR | uevTUNNEL2 |  |

| vSTR | uvBHF | _ |

| vWBRÜCKE1 | uvWBRÜCKE1 | WASSERq |

| vSKRZ-G2o | uvSKRZ-G2o | RP2q |

| vSTR | uvBHF | _ |

| vSTR | uevTUNNEL2 | _ |

| vSTR | uevTUNNEL2 | _ |

| vSKRZ-Ao | uevSKRZ-Ao | RA+r |

| vSTR | uvBHF | RA |

| tvSTRa | uetvSTRa@g | RA |

| tvSKRZ-A | utvSKRZ-A | RAr |

| tvSTRe | uetvSTRe@f |  |

| vSTR | uvSTR-ABZgl | uSPLa+r |

| vSTR | uvSTR | uvENDEe |

| vTUNNEL1 | uvTUNNEL1 | REPAIR |

| vSKRZ-Au | uvSKRZ-Au | RAq |

| vSTR + MHUB | uvBHF + MHUB | _ |

| vBHF + MHUB | uevSTR |  |

| vSKRZ-G2u | uevSKRZ-G2u |  |

| vSTR | uvexSTR-BHF |  |

| vTUNNEL2 | uevTUNNEL2 |  |

| vSKRZ-G2u | uevSKRZ-G2u |  |

| vSTR + MHUB | uvBHF + MHUB |  |

| vBHF + MHUB | uevSTR |  |

| tvSTRa@g | uetvSTRa@g |  |

| tvSKRZ-A | utvSKRZ-A |  |

| tvSTRe@f | uetvSTRe@f |  |

| vSTR | uvexSTR-BHF |  |

| vWBRÜCKE1 | uevWBRÜCKE1 |  |

| vSTR | uvexBUE-BUE |  |

| vSTR + MHUB | uvBHF + MHUB |  |

| vBHF + MHUB | uvENDEe |  |

| vCONTf | _ |  |

## Operación

### Horario
En el tramo central de la línea, la frecuencia media es de 7½ minutos y, cuanto más a los extremos de la línea se va, la frecuencia decrece hasta los 30 minutos como máximo.
Aquí hay una tabla con las frecuencias medias por sentido de los diferentes tramos de la línea:
| Frecuencias de la línea | Frecuencias de la línea | Frecuencias de la línea |
| Días                    | Amara                   | Errekalde               |
| ----------------------- | ----------------------- | ----------------------- |
| Laborables              | 30'                     | 30'                     |
| Sábados                 | 60'                     | 60'                     |
| Festivos                | 60'                     | 60'                     |

| Frecuencias de la línea | Frecuencias de la línea | Frecuencias de la línea | Frecuencias de la línea | Frecuencias de la línea | Frecuencias de la línea | Frecuencias de la línea | Frecuencias de la línea | Frecuencias de la línea |
| Días                    | Lasarte-Oria            | Amara                   | Amara                   | Herrera                 | Herrera                 | Irun Colon              | Irun Colon              | Hendaya                 |
| ----------------------- | ----------------------- | ----------------------- | ----------------------- | ----------------------- | ----------------------- | ----------------------- | ----------------------- | ----------------------- |
| Laborables              | 15'                     | 15'                     | 15'                     | 15'                     | 15'                     | 15'                     | 30'                     | 30'                     |
| Sábados (07:00 → 15:00) | 30'                     | 30'                     | 30'                     | 30'                     | 30'                     | 30'                     | 30'                     | 30'                     |
| Sábados (15:00 → 23:00) | 30'                     | 30'                     | 15'                     | 15'                     | 30'                     | 30'                     | 30'                     | 30'                     |
| Festivos                | 30'                     | 30'                     | 30'                     | 30'                     | 30'                     | 30'                     | 30'                     | 30'                     |

| Frecuencias de la línea | Frecuencias de la línea | Frecuencias de la línea |
| Días                    | Amara                   | Altza                   |
| ----------------------- | ----------------------- | ----------------------- |
| Laborables              | 15'                     | 15'                     |
| Sábados (07:00 → 15:00) | 30'                     | 30'                     |
| Sábados (15:00 → 23:00) | 15'                     | 15'                     |
| Festivos                | 15'                     | 15'                     |

| Frecuencias combinadas de las líneas y | Frecuencias combinadas de las líneas y | Frecuencias combinadas de las líneas y |
| Días                                   | Amara                                  | Errekalde                              |
| -------------------------------------- | -------------------------------------- | -------------------------------------- |
| Laborables (06:00 → 21:00)             | 7' - 15'                               | 7' - 15'                               |
| Laborables (21:00 → 22:00)             | 7' - 23'                               | 7' - 23'                               |
| Sábados                                | 7' - 23'                               | 7' - 23'                               |
| Festivos                               | 7' - 23'                               | 7' - 23'                               |

| Frecuencias combinadas de las líneas y | Frecuencias combinadas de las líneas y | Frecuencias combinadas de las líneas y |
| Días                                   | Amara                                  | Herrera                                |
| -------------------------------------- | -------------------------------------- | -------------------------------------- |
| Laborables                             | 7½'                                    | 7½'                                    |
| Sábados (07:00 → 15:00)                | 7' - 23'                               | 7' - 23'                               |
| Sábados (15:00 → 23:00)                | 7½'                                    | 7½'                                    |
| Festivos                               | 7' - 23'                               | 7' - 23'                               |

Nota: 7' - 23'  significa que, después del primer tren, el tiempo de espera es de 7', después del segundo, 23', después del tercero, 7' otra vez, y así sucesivamente.

### Información al viajero
Todos los trenes cuentan con indicaciones por megafonía y paneles luminosos o pantallas de las estaciones por las que va pasando el tren. Estos paneles luminosos o pantallas también informan de la hora y la temperatura exterior. También disponen de avisos acústicos y de luminosos para aviso de cierre de puertas.
En todas las estaciones se pueden encontrar pantallas y paneles informativos sobre los trenes que efectúan parada, además de efectuarse avisos por megafonía a la llegada de los trenes.

Tarjeta Mugi personalizada, válida para viajar en el Topo

### Billetes

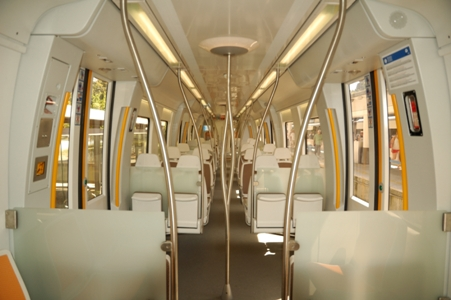
Interior de un tren Euskotren 900 en la línea

| Billete             | Descripción                                           | Precio por zonas (7 · 8) |
| ------------------- | ----------------------------------------------------- | ------------------------ |
| Ida                 | Viaje ocasional unipersonal                           | 1,80€ · 2,65€            |
| B2R                 | 2 viajes ocasionales (jubilados/discapacitados)       | 4,35€                    |
| Passbask            | Billete ilimitado 24 h (Lasarte ↔ Bayona por SNCF)    | 12€ (8€ -12 años)        |
| Euskopass Txik Txak | 2 viajes ocasionales (Lasarte ↔ Bayona por Txik Txak) | 5,50€                    |
| Mugi                | Abono para residentes (válido en toda Guipúzcoa)      | 1,22€ · 1,80€            |

### Material rodante
Desde 2011 opera en la línea la Serie 900 de Euskotren, que sustituyó a la más antigua serie 200. Estos vehículos, construidos por CAF en la provincia, están compuestos por 4 vagones, cada uno de 17 m de largo. Tienen una velocidad punta de 100 km/h. Al contrario que los modelos a los que ha sustituido, los trenes disponen de pantallas de información, continuidad entre los vagones y accesibilidad universal con un espacio dedicado a PMR, sillitas y bicicletas.

## Futuro

### Proyectos en ejecución

#### Variante del Centro
Esta variante ferroviaria dará servicio al barrio del Antiguo, a las universidades y al centro, además de sustituir y soterrar la estación de Amara. Las estaciones serán: Lugaritz, Bentaberri, Concha, Easo (sustituye a Amara) y Anoeta. El túnel estará a unos 25 metros bajo tierra, y todas las estaciones serán de tipo caverna, con dos andenes laterales y tres salidas (dos escaleras, una a cada lado; y un ascensor). Gracias a este proyecto, el metro pasará de tener de 9 millones de viajeros anuales a 23 millones. Las obras comenzaron a finales 2017 y se prevé que el tramo entre en servicio en el primer trimestre de 2026.

#### Tramo Altza - Pasaia - Galtzaraborda

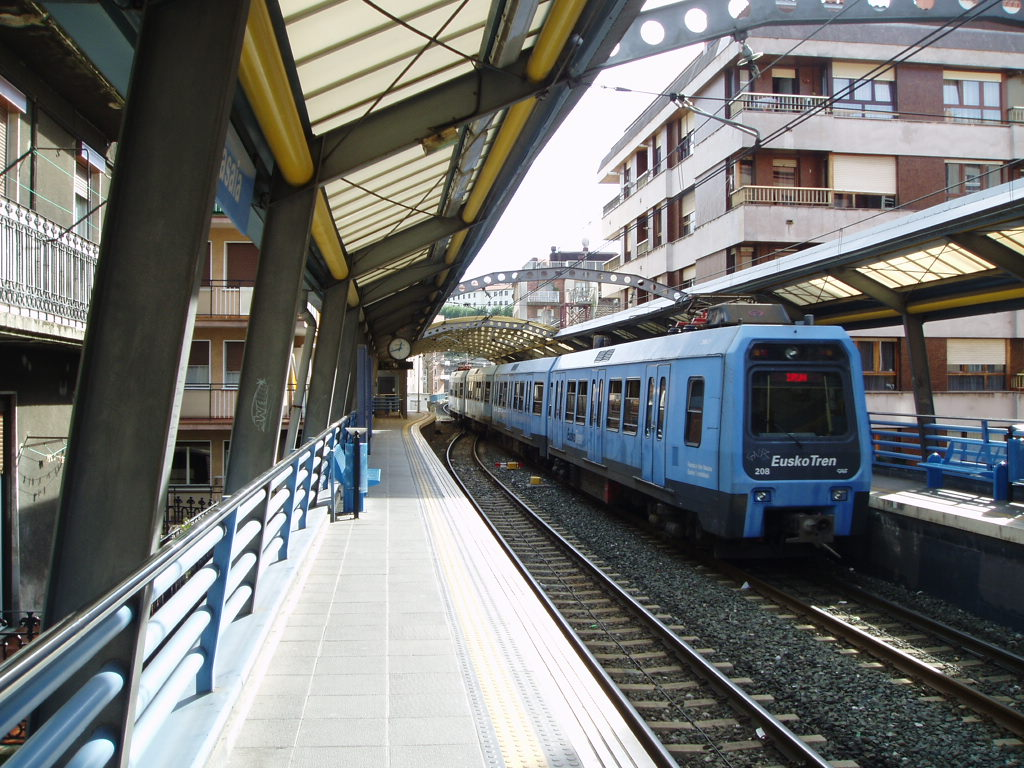
Estación de Pasajes Ancho, creando una barrera arquitectónica que divide la localidad en dos

La variante continuará desde la estación de Altza hacia la alameda de Pasajes, donde se construirá una estación soterrada con dos andenes, un vestíbulo y una única salida. Después continuará hacia Galtzaraborda. Este tramo, con doble vía, sustituirá al actual viaducto, al túnel N.º 7, al apeadero de Galtzaraborda y a la estación de Pasaia, eliminando definitivamente la barrera arquitectónica que supone el inmenso viaducto de Pasajes, que actualmente divide el pueblo en dos. Las obras comenzaron en febrero de 2022 y se prevé que el nuevo trazado entre en servicio a lo largo de 2026.

#### Nueva estación de Anoeta
En julio de 2023 comenzaron las obras para la remodelación integral de la estación de Anoeta, con un nuevo vestíbulo, alargamiento de andenes y mejoras de accesibilidad, creando una estación integrada arquitectónicamente con el estadio de Anoeta. Se prevé que concluyan a finales de 2025.

### Proyectos en tramitación

#### Estación de Riberas de Loyola
Esta estación servirá, principalmente, para poder hacer cambio entre el servicio de cercanías de Renfe y el metro. Esta estación será útil sobre todo para los vecinos del sur de la Comarca de San Sebastián y Tolosaldea. También dará servicio al barrio de Riberas de Loyola y reforzará el servicio que se ofrece actualmente al barrio de Amara Nuevo. Se prevé que las obras comiencen a mediados de 2026.

#### Tramo Bentak - Ficoba
Este tramo se remodelará para poder prestar el servicio de Topo con las características propias de un metro. Se construirá un nuevo trazado de doble vía que discurrirá por la misma plataforma ferroviaria que utiliza actualmente ADIF. La remodelación de este tramo supondrá la creación de una nueva estación junto a la nueva estación internacional de ADIF, así como la remodelación de las de Bentak y Belaskoenea y la reconstrucción de la estación de Colón en un espacio cercano a la ubicación actual, que quedará fuera del nuevo trazado.

### Proyectos parados

#### Tramo Irún - Fuenterrabía
Proyecto descartado por motivos económicos. Con esta obra se renovarían las estaciones de Belaskoenea y Colón, y se construiría el ramal de Fuenterrabía, con estaciones en Anaka, el Aeropuerto de San Sebastián y Fuenterrabía. Todo el tramo sería de doble vía y soterrado, excepto el tramo junto al Aeropuerto de San Sebastián, que sería un viaducto.